# Orthosia semiconfluens
Orthosia semiconfluens là một loài bướm đêm trong họ Noctuidae.